# Kraczkowa
Kraczkowa – wieś w Polsce położona w województwie podkarpackim, w powiecie łańcuckim, w gminie Łańcut. Oddalona o 5 km na południowy zachód o Łańcuta. Od zachodu graniczy z Malawą, od północy z Krzemienicą i Strażowem, od południa z Cierpiszem, a od strony wschodniej z Łańcutem i Albigową. Zabudowania są skupione po obu stronach lokalnej drogi z Malawy przez Kraczkową do Albigowej, przy drodze krajowej nr 94 (przysiółek Tłoki) oraz na wzgórzach okalających od południa Kraczkową, tzw. Działach Zachodnich i Wschodnich.

## Części wsi
| SIMC    | Nazwa            | Rodzaj     |
| ------- | ---------------- | ---------- |
| 0655095 | Budy             | część wsi  |
| 0655103 | Działy Wschodnie | część wsi  |
| 0655110 | Działy Zachodnie | część wsi  |
| 0655126 | Kraczkowa Dolna  | część wsi  |
| 0655132 | Kraczkowa Górna  | część wsi  |
| 0655149 | Tłoki            | przysiółek |

## Historia
Wieś lokowana przez Ottona z Pilczy herbu Topór. 16 VII 1369 roku wystawił on dokument, na mocy którego powierzył Janowi Howsteterowi osadzenie Nowej Wsi (Noua Villa Daz Newdorf) na prawie niemieckim. W 1450 roku właścicielem był wnuk Ottona Jan z Pilczy, syn Elżbiety Granowskiej, trzeciej żony Władysława Jagiełły.
W posiadaniu rodziny Pileckich Kraczkowa pozostała do 1586 roku, kiedy to wdowa po Krzysztofie Pileckim Anna z Sienna zamieniła włość łańcucką ze Stanisławem Stadnickim. Nowy właściciel odstąpił swoje prawa do Kraczkowej Konstantemu Korniaktowi. W rękach tej rodziny wieś pozostała do końca XVII wieku. W 1732 roku jako patron parafii występuje Stanisław Potocki. W latach 1741–1753 właścicielem był Krzysztof Skarbek, kanonik lwowski, wierzyciel Korniaktów. Odsprzedał on wieś Franciszkowi Salezemu Potockiemu. W 1786 roku jego syn Stanisław Szczęsny Potocki sprzedał wieś i cały klucz albigowski Konstancji Bekierskiej. Następnymi właścicielami byli: Ignacy hr. Skarbek (od 1839), Jan Wolski (od 1843) i Hersch Weinberg (od 1855). Ostatnim właścicielem wsi i folwarku, do 1915 roku (tj. do parcelacji gruntów dworskich) był Roman Potocki, III ordynat na Łańcucie.
Kraczkowa była prężnym ośrodkiem ruchu ludowego rodzącego się w Galicji. Tutaj urodził się Tomasz Szajer, ludowiec i poseł do parlamentu wiedeńskiego, bywał tutaj ksiądz Stanisław Stojałowski. W 1936 roku w domu działacza ZMW Wici i społecznika Władysława Możdżenia podpisano Deklarację Praw Młodego Pokolenia.
W 1991 roku w Kraczkowej powstał zespół „Patria” (z kapelą ludową), który prezentuje miejscowe zwyczaje. Najbardziej znanym z nich jest „Wesele Kraczkowskie”. Dzieje wsi u schyłku XIX wieku i na początku XX wieku opisał mieszkaniec Kraczkowej Walenty Kunysz w pamiętniku „Wcibski i wrazicki” (wyd. 1973 r.)
W latach 1954–1972 wieś należała i była siedzibą władz gromady Kraczkowa. 

## Oświata
Jak podaje kronika parafialna, pierwszą szkołę wybudował własnym kosztem ks. Śliwiński w 1789 roku. Wcześniej czytania, pisania i katechizmu uczyli w szkołach parafialnych organiści bakałarze. Budynek prawdopodobnie spłonął, bowiem ksiądz Sawiczewski w 1806 r. zanotował, że nie ma żadnej szkoły ani funduszów na budowę nowej, a liczba dzieci w wieku od 6 do 12 lat jest duża, bo 89 chłopców i 67 dziewcząt. Dopiero w latach 1890-1892 z inicjatywy ks. Walentego Mazurka wybudowano szkołę na wykupionej półmorgowej parceli. Był to pierwszy budynek murowany we wsi, w którym mieściły się 2 klasy lekcyjne.
Gdy w 1919 wydano dekret o obowiązku szkolnym, do szkoły w Kraczkowej zapisano 369 uczniów, którzy uczyli się w prywatnych izbach lekcyjnych. Wkrótce wybudowano drugi drewniany budynek obok miejscowej mleczarni. Wraz z wprowadzeniem reformy jędrzejewiczowskiej, szkolnictwo powszechne zostało podzielone na 3 stopnie. Szkoła górna w Kraczkowej realizowała program czterech klas, zaś główna była dwustopniowa i nauczała według programów pełnej szkoły powszechnej.
W czasie okupacji profesor Kazimierz Dal prowadził tajne nauczanie na plebanii. Dodatkowo zajęcia z zakresu szkoły powszechnej organizował kierownik szkoły Henryk Pelc z żoną Zofią. Po wojnie lekcje odbywały się w dwóch budynkach szkolnych oraz mleczarni i domu ludowym. Kilkakrotnie próbowano wybudować nową szkołę, ale powiodło się to dopiero w 1960, w ramach ogólnopolskiego planu budowy szkół-pomników.
W 1992 r. w ramach obchodów stulecia szkoły placówka otrzymała sztandar, a mieszkańcy ufundowali pamiątkową tablicę. 1 września 1999 r. zostało uroczyście otwarte gimnazjum, mieści się ono w nowym budynku sąsiadującym ze szkołą podstawową. 1 maja 2004 roku wmurowano kamień węgielny pod budowę sali gimnastycznej przy szkole. W 2007 r. szkoła podstawowa i gimnazjum utworzyły zespół szkół.

## OSP Kraczkowa
Ochotnicza Straż Pożarna w Kraczkowej powstała w 1894 r. z inicjatywy Stanisława Daszkowskiego i Jakuba Trojnara. OSP funkcjonowała początkowo przy Kółku Rolniczym, zrzeszając 16 gospodarzy. W 1908 r. zakupiono przenośną sikawkę i wóz do jej transportowania oraz do transportu beczki z wodą. Niedługo potem wzniesiono drewniana remizę na parceli darowanej przez ks. W. Mazurka. Od 1914 działała orkiestra dęta, a dyrygentem został miejscowy organista Antoni Kisała. W 1926 r. Straż wykupiła udziały od założycieli i włączyła orkiestrę w struktury OSP. Strażacy dysponują własną remizą z 2 garażami, samochodem marki „Żuk” i podstawowym wyposażeniem. Jednostka bierze udział we wszystkich akcjach na terenie gminy, a także w akcjach masowych.

## Sport
W miejscowości działa Ludowy Klub Sportowy Czarni Kraczkowa. Obecnie prowadzi on drużynę seniorów, oraz 5 drużyn młodzieżowych: trampkarzy, młodzików, orlików, żaków i skrzatów. Klub powstał w 1950 roku i należy do najstarszych klubów w powiecie łańcuckim.

## Zabytki

### Kościół parafialny pw. św. Mikołaja
Parafia św. Mikołaja w Kraczkowej była po raz pierwszy wzmiankowana w 1384 roku w dokumencie kardynała legata Dymitra pod nazwą Nawedorph. Pierwszy kościół spalili Tatarzy w 1624 roku. Nowy, drewniany z sobotami i osobną dzwonnicą został wybudowany w 1635 roku. Rozebrano go w roku 1914.
Obecny kościół usytuowany w centrum wsi, przy głównej drodze wiejskiej, wybudowano w latach 1911-1913 zapewne według projektu architekta Teodora Talowskiego, z udziałem budowniczego łańcuckiego Władysława Pelca i przy wsparciu finansowym Romana Potockiego. Jest to świątynia murowana, otynkowana, eklektyczna, z prezbiterium zwróconym na północ. Korpus trójnawowy, halowy, z parą kaplic transeptowych. W fasadzie południowej wydatny ryzalit ujęty cylindrycznymi wieżyczkami. Wyposażenie neogotyckie, wykonane w latach 1938-1946 przez Zdzisława Krzygowskiego. Malowidła ścienne wykonane w 1981 roku przez zespół: Irena Wojnicka Markielowska, Helena Majewska Niemczak, J. Tarnawski, Z. Niemiec.
Po obu stronach kościoła znajdują się zabudowania plebańskie: po stronie zachodniej murowana plebania z 1910 roku, obora, piwnica oraz obszerna murowano-drewniana stodoła; po stronie wschodniej organistówka. Powyżej zabudowań plebańskich usytuowany jest cmentarz parafialny z licznymi zabytkowymi nagrobkami.

### Kapliczki, krzyże i pomniki
W Kraczkowej znajduje się kilkadziesiąt kapliczek i krzyży przydrożnych, reprezentujących wszystkie możliwe formy i odmiany tego typy zabytków ludowych. W centrum wsi, tuż przy głównej drodze (obok biblioteki) w 1910 roku usypano kopiec, na którym położono głaz upamiętniający zwycięstwo grunwaldzkie (kopiec usunięto w 1934 roku). Współcześnie pomnik odbudowano na dawnym głazie wymurowano cokół zwieńczony figurą orła.
Dla uczczenia jubileuszu XIX stulecia postawiono tzw. Krzyż Stojałowskiego. Drewniany krzyż został ufundowany przez miejscowych ludowców 20.10.1901 roku, a postanowiono go na granicy Kraczkowej i Krzemienicy, po północnej stronie „Gościńca Cesarskiego”. Został on zniszczony podczas działań wojennych w 1944 roku. Obecny żelbetonowy krzyż w tym miejscu ufundował NSZZ RI „Solidarność” w rocznicę Sierpnia 1981 roku.

### Pozostałości dawnego folwarku Potockich
Zabudowania dawnego pańskiego dworu rozlokowane są na południowy wschód od kościoła, przy polnej dróżce biegnącej w stronę Cierpisza. Budynki (rządcówka, piwnica) są w stanie daleko posuniętej ruiny, znajdują się w otoczeniu wiekowych, pomnikowych dębów.

### Pomniki przyrody
Na terenie wsi Kraczkowa rosną drzewa pomnikowe:
- liczący ok. 340 lat dąb szypułkowy (obwód 540 cm, wys. 29 m)
- dąb szypułkowy (obwód 490 cm, wys. 18 m)
- ok. 170-letnia lipa szerokolistna (obwód 380 cm, wys. 25 m)[11].